# Плішка Іван Миколайович
Іва́н Миколай́ович Плі́шка (псевдо.:«Лис»; нар. 1927, Угринь, Польща — пом. 1945, Давидківці, УРСР) — стрілець Української Повстанської Армії, член ОУНР, позивний «Лис».

## Життєпис
Народився в с.Угринь 1927 року. Загинув у квітні 1945 року,  разом із своїми чотирма побратимами, біля села Давидківці Чортківського району, в бою із «енкаведистами». Останки борця за волю поховали давидківському цвинтарі.